# Resident Evil: The Umbrella Chronicles
Resident Evil: The Umbrella Chronicles es un videojuego de disparos sobre raíles desarrollado por Capcom y Cavia exclusivo para Wii, aunque posteriormente fue lanzada una versión con gráficos HD para la consola PlayStation 3.
En el juego se cuentan los hechos ocurridos en 1998 y 2003 desde la perspectiva de la Corporación Umbrella. Se recorren escenarios de Resident Evil Zero, Resident Evil, Resident Evil 3 y dos niveles finales en Rusia.
Resident Evil 2 y Resident Evil Code: Veronica no fueron incluidos en este juego, estos fueron resumidos en su secuela, Resident Evil: The Darkside Chronicles.

## Modo de juego
Resident Evil: The Umbrella Chronicles es un juego de acción sobre raíles, es decir, el jugador sigue siempre un camino fijado, al estilo de otros juegos como Time Crisis o Virtua Cop o The House of the Dead. Asimismo, el jugador puede disparar para abatir a los enemigos y para destruir puertas y otros objetos como cuadros, jarrones, etc., para conseguir nuevos archivos y objetos.
El juego cuenta con un modo principal que se puede jugar en cooperativo junto a un amigo usando el control Wiimote o el Nunchuk (o ambos). También se puede usar el Wii Zapper, un accesorio en el que se conectan el Wiimote y el Nunchuk con forma de Tommy Gun.
El juego también cuenta con un sistema de mejoras en las armas, donde mientras mejor rango se obtenga en una misión, más estrellas se obtendrán que serán usadas en la mejora de armas que obtengas en el progreso del juego. Además de esto, también se encuentran archivos con porciones de la historia e items con una descripción que dice para que servían en el juego, así como los que se encontraban en juegos anteriores.
Al final de cada misión, esta es calificada según: tiempo, disparos críticos, archivos obtenidos, y objetos destruidos son los que cuentan para obtener calificación. Las calificaciones son, de mayor a menor: S, A, B y C.

## Niveles
El juego está basado en distintos eventos. Se encuentran algunos ya conocidos como Resident Evil Zero, 1 y 3; y otros nuevos los cuales serán desbloqueables a medida que avancen el juego.
Los eventos y los personajes con los que se recorren el juego son (ordenados cronológicamente):
- Comienzos: (RE Zero) Albert Wesker en el Centro de Formación de Umbrella.
- Descarrilamiento del tren: (RE Zero) Rebecca Chambers y Billy Coen en el tren Ecliptic Express y el Centro de Formación de Umbrella.
- Pesadilla (Escenario Extra): (RE1) Rebecca Chambers y Richard Aiken en la Mansión Arklay.
- Incidente en la mansión: (RE1) Chris Redfield y Jill Valentine en la famosa Mansión Arklay.
- Renacimiento (Escenario Extra): (RE1) Albert Wesker en la Mansión Arklay.
- Destrucción de Raccoon City: (RE3) Jill Valentine y Carlos Oliveira en Raccoon City.
- El Cuarto Superviviente (Escenario Extra): (RE2) Hunk en las alcantarrillas y la comisaría de Raccoon City.
- La Puerta de la Muerte (Escenario Extra): (RE2) Ada Wong en las alcantarrilas y el hotel de Raccoon City.
- El Fin de Umbrella: (Exclusivo) Chris Redfield y Jill Valentine en una base de operaciones de Umbrella ubicada en Rusia.
- Legado Oscuro (Escenario Extra): (Exclusivo) Albert Wesker en la misma base de operaciones de Rusia.

## Manga
Previo a la salida del juego en Japón, Capcom publicó en dos números semanales en el mismo país nipón un manga basado en la historia del escenario ruso y la caída de Umbrella, titulado Resident Evil The Umbrella Chronices: Prelude to the Collapse, que narraba los eventos que precedieron a la incursión de Jill y Chris en la base rusa.